# Apicia aberrans
Apicia aberrans là một loài bướm đêm trong họ Geometridae.